# Labou Tansi Sony
Labou Tansi Sony, właśc. Marcle Ntsoni (ur. 5 lipca 1947 w Kimwanza, zm. 14 czerwca 1995 w Foufoudou (lub w Brazzaville) – kongijski pisarz tworzący w języku francuskim.
Był nauczycielem języków francuskiego i angielskiego i urzędnikiem ministerialnym. Założył grupę teatralną Rocado Zulu Théâtre, działał w opozycji demokratycznej. Jest autorem m.in. powieści Półtora życia (1979, przekł. pol. fragmentów w "Literaturze na świecie" 1999 nr 1-2) i Les yeux du volcan (1988), w których nawiązywał do problemów władzy i polityki i ukazywał absurd dyktatorskich reżimów afrykańskich. Napisał również ok. 15 sztuk teatralnych i opublikował zbiór wierszy.